# Пирин (1929 – 1932)
Вижте пояснителната страница за други значения на Пирин.
„Пирин“ (изписване до 1945 година: „Пиринъ“) с подзаглавие Месечно списание за народна култура и туризъм е българско списание, излизало в Горна Джумая от 1929 до 1932 година. Уредник на списанието е Васил Шарков.

## История
От списанието излизат 30 книжки, в които има исторически, географски и етнографски статии, новини за живота на селищата от Пиринска Македония и художествени произведения. Списание „Пирин“ се печата в София и Дупница. Тиражът му е хиляда броя и се разпространява в целия Петрички окръг и извън него. Списанието има за цел културното издигане на Пиринския край и има националистически характер. В списанието пише по здравни въпроси Владимир Бъчваров.